# Sainte-Agathe (Puy-de-Dôme)
Sainte-Agathe is een gemeente in het Franse departement Puy-de-Dôme (regio Auvergne-Rhône-Alpes) en telt 207 inwoners (1999). De plaats maakt deel uit van het arrondissement Thiers.

## Geografie
De oppervlakte van Sainte-Agathe bedraagt 17,6 km², de bevolkingsdichtheid is 11,8 inwoners per km².
De onderstaande kaart toont de ligging van Sainte-Agathe (Puy-de-Dôme) met de belangrijkste infrastructuur en aangrenzende gemeenten.

## Demografie
Onderstaande figuur toont het verloop van het inwonertal (bron: INSEE-tellingen).